# Nurosaurus qaganensis

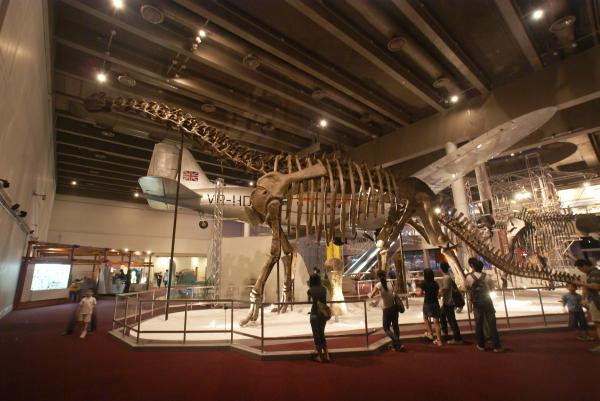
"Nuoerosaurus chaganensis" mostrado en el Museo de Ciencias, Hong Kong.

"Nurosaurus" (“lagarto de Nur”) es el nombre informal dado a un género de un posible dinosaurio saurópodo titanosauriano que vivió a principios del período Cretácico, hace aproximadamente 129 millones de años entre el Hauteriviense, de la Mongolia Interior, China. Es conocido por un esqueleto parcial, que se lo suele ver en exposiciones itinerantes, bajo varios nombres. Los nurosaurios llegaron a medir alrededor de 25 metros de largo, 8 de alto y a pesar 25 toneladas, Dong en 1992 ha propuesto el nombre binomial "Nurosaurus qaganensis".

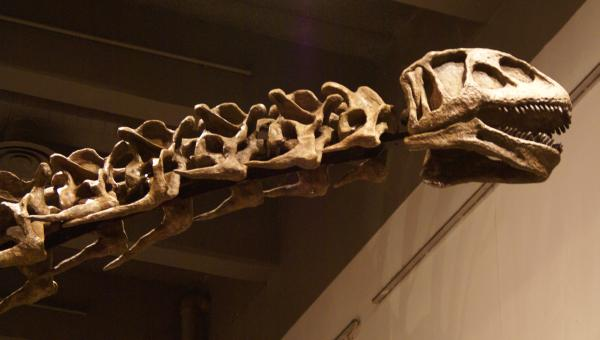
Acercamiento de la cabeza de "Nuoerosaurus chaganensis".

"Nurosaurus" es uno de los más grandes saurópodos chinos. Se lo relaciona con Camarasaurus y con Euhelopus debido a su cabeza y a su espina neural bífida, aunque se cree que es un temprano miembro de los titanosaurianos Opistocoelicaudinos. Muchas variantes de su nombre son conocidas, una de la más común es "Nuoerosaurus" (Dong y Li, 1991), nombre bajo el cual hizo una gira de exhibición por los Estados Unidos, epíteto específico ha sido escrito como "qaganensis" o "chaganensis". Sin embargo, el nombre válido se encuentra para su publicación es desconocido.